# Onderscheiding Ie Klasse voor 21 Dienstjaren
De Onderscheiding Ie Klasse voor 21 Dienstjaren, in het Duits "Dienstauszeichnung I. Klasse für 21 Dienstjahre" geheten was van 1870 tot 1913 een eerbetoon van het Hertogdom Anhalt en werd voor langdurige trouwe dienst uitgereikt. Deze "Dienstauszeichnung" was een kleine gesp, in het Duits een "Schnalle" geheten, op een rechthoekig stukje groen lint. De kleur groen komt in de vlag en de linten van Anhalt veel voor. Men bevestigde het ereteken midden op de borst. Men droeg de onderscheiding steeds op deze wijze en niet als baton. Als miniatuur kreeg de Dienstauszeichnung de vorm van een gespje aan een kleine ketting.
De verguld bronzen gesp draagt het monogram van de regerende hertog, het gekroonde wapen van Anhalt en het Romeinse cijfer "XXI".